# Czarna Dąbrowa (powiat Bytowski)
Czarna Dąbrowa is een plaats in het Poolse district  Bytowski, woiwodschap Pommeren. De plaats maakt deel uit van de gemeente Studzienice en telt 105 inwoners.